# ホルツマーデン
ホルツマーデン (ドイツ語: Holzmaden) は、ドイツ連邦共和国バーデン＝ヴュルテンベルク州シュトゥットガルト行政管区のエスリンゲン郡に属す町村（以下、本項では便宜上「町」と記述する）で、シュヴェービシェ・アルプの麓に位置する小さな町である。この町はシュトゥットガルト地方（1992年まではミッテレラー・ネッカー地方）およびシュトゥットガルト大都市圏に属す。

## 地理

### 位置

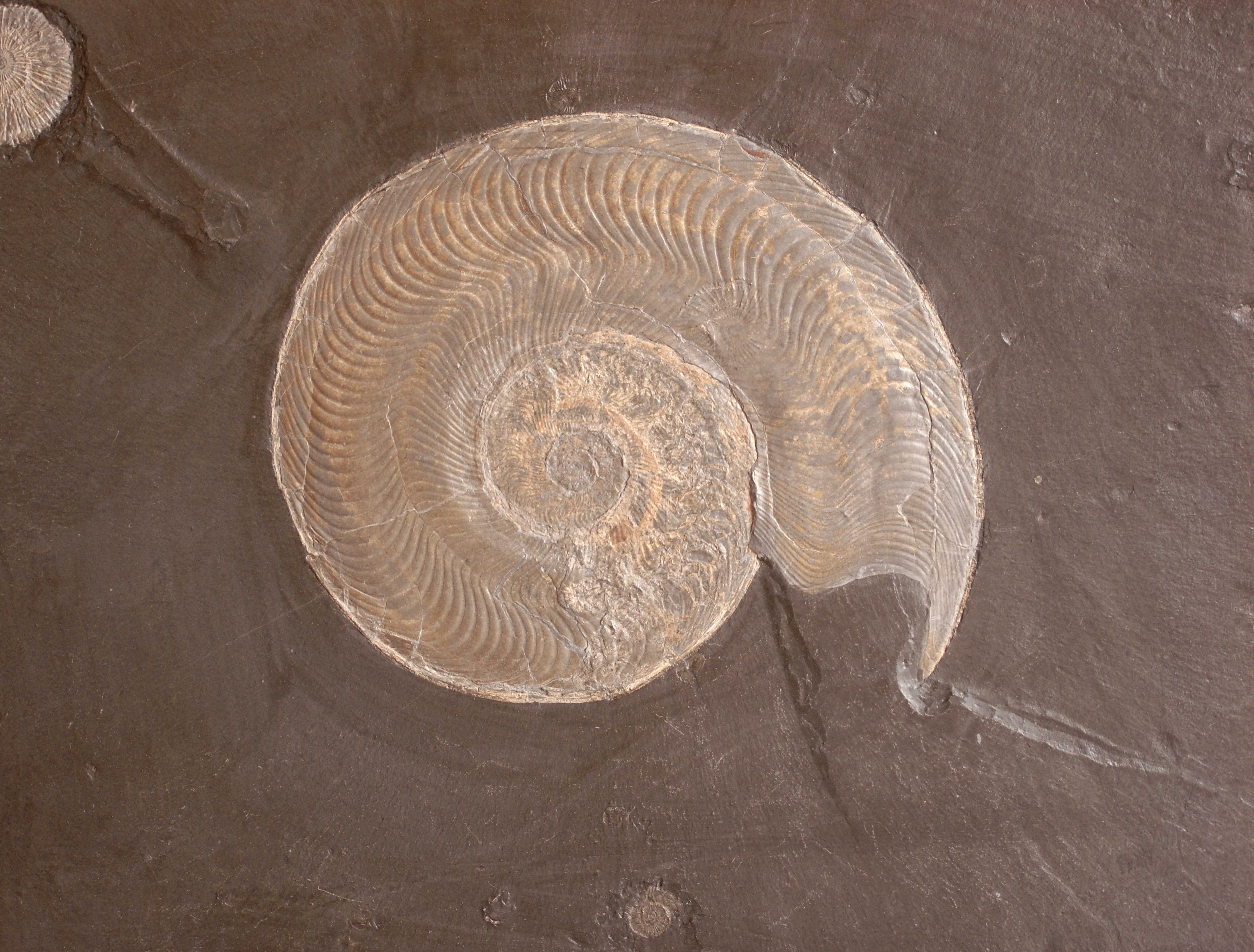
ホルツマーデンで発掘された Harpoceras falcifer の化石

ホルツマーデンは、隣接するキルヒハイム・ウンター・テックの中心部から東南東に直線距離で約 5 km、郡庁所在地のエスリンゲン・アム・ネッカーからは南東に約 19 km のシュヴェービシェ・アルプ中部の麓にあり、北西のネッカー川上流部の谷よりはむしろ南東のアルプトラウフに近い。町内をゼーバッハ川が流れ、西の町境でトリンクバッハ川に合流し、リンダハ川を介して排水している。町域はゼーバッハ川河口の海抜約 337 m からゼーバッハ川とトリンクバッハ川との間の尾根の海抜約 336 m までの間に位置している。町のやや南外側を、ネッカー川からアイヒェルベルクのアルプ登山道付近までアウトバーン8号線（A8号線）が通っている。

### 地質学
町内には、ジュラ紀前期（リアスまたはシュヴァルツジュラ）時代の化石の豊かな堆積岩、ポジドニエンシーファー（ポシドニア頁岩、en:Posidonia Shale）が露出している。ホルツマーデンおよびその周辺で産出する二枚貝、アンモナイト、ウミユリ、魚類、魚竜、メーレスクロコディル、首長竜の比類ない化石によってこの町は世界でも最重要な化石の宝庫の1つとして知られている。この町は1979年に創設されたホルツマーデン採掘保護地域の一部である。

### 自治体の構成
自治体ホルツマーデンには、ホルツマーデン集落の他に地区はない。

### 隣接する市町村
ホルツマーデンは、東はツェル・ウンター・アイヒェルベルク、南東はアイヒェルベルク（ともにゲッピンゲン郡）、南はヴァイルハイム・アン・デア・テック、西はキルヒハイム・ウンター・テック、北はオームデン（以上いずれもエスリンゲン郡）と境を接している。

### 土地利用
2020年現在のこの町の用途別土地面積および占有率は以下の通りである。
| 用途         | 面積 (ha) | 占有率 (%) |
| ------------ | --------- | ---------- |
| 住宅用地     | 39        | 12.6       |
| 商工業用地   | 12        | 3.9        |
| レジャー用地 | 4         | 1.3        |
| 交通用地     | 21        | 6.3        |
| 農業用地     | 167       | 53.8       |
| 森林         | 54        | 17.5       |
| 水域         | 2         | 0.6        |
| その他       | 11        | 3.5        |
| 合計         | 310       | 100.0      |

## 歴史

### 中世
ホルツマーデンは、1148年にシュヴァルツヴァルトのシュヴァルツヴァルトの聖ペーター修道院への寄進状に初めて記録されている。それまでこの村はシュヴァーベン公領に属していた。ホルツマーデンは13世紀にはおそらくヴァイルハイム家の支配下にあり、アイヒェルベルク伯領に属していた。テック公もこの村の領主権を有していたと推測される。1334年にはすでにホルツマーデンはヴュルテンベルク領となり、キルヒハイムのアムトに属した。

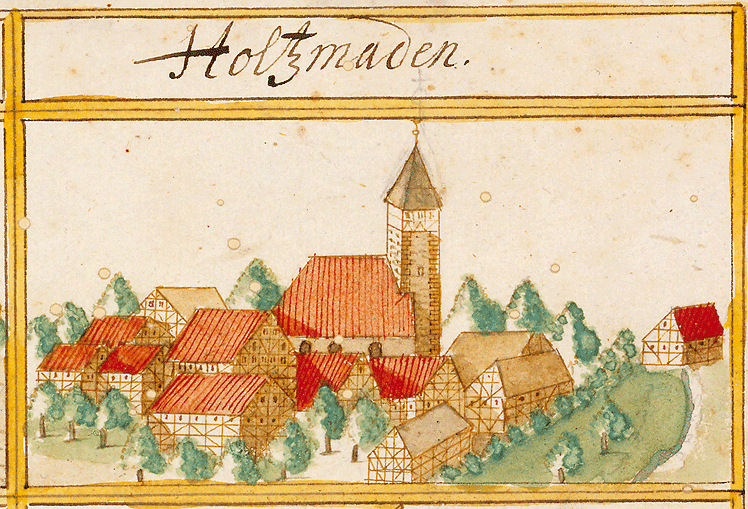
アンドレアス・キーザーによって描かれた1683年頃のホルツマーデン

### 近世以後
三十年戦争では、1639年4月28日に統制の取れていない兵士が村のほぼ全域を焼き払った。2軒の小さな家が焼け残っただけであった。破壊された村の復興には何世紀もの時間がかかった。1669年に古いシュテファヌス教会が、1684年に牧師館、1687年に現在の町役場が建設された。
1806年に建国されたヴュルテンベルク王国の新しい統治機構の適用によりこの村はオーバーアムト・キルヒハイムに属した。1908年にキルヒハイムからヴァイルハイムへの鉄道区間が開通したことによりホルツマーデンは王立ヴュルテンベルク邦有鉄道の路線網に接続した。
1915年に初めて電力供給が行われた。第一次世界大戦では129人がホルツマーデンからヴュルテンベルク軍に入隊し、24人が死亡した。1929年に最初の上水道が建設された。ホルツマーデンは、かつてのジュラ海のスレート層から発見された先史時代の動植物の化石で名声を得た。1936年にハウフ太古の世界博物館の建設が始まった。ナチ時代のヴュルテンベルクの郡再編によりホルツマーデンは、1938年に新設されたニュルティンゲン郡に編入された。
第二次世界大戦では、ホルツマーデンから179人が入隊し、27人が死亡、13人が行方不明となった。第二次世界大戦の終戦直前、1945年4月20日のアメリカ空軍の航空機による爆撃により、24軒の家屋が破壊され、2人の民間人が死亡した。1945年から1952年までホルツマーデンは、1945年にアメリカ管理地区に創設されたヴュルテンベルク＝バーデン州に属した。この州は1952年に新たにバーデン＝ヴュルテンベルク州となった。
1973年の郡の再編でホルツマーデンは廃止されたニュルティンゲン郡からエスリンゲン郡に移管された。

## 住民

### 人口推移
以下の、推測、人口調査結果 (*)、州統計局の公的な研究結果に基づく人口を記す（この町を主たる居住地とする人口）。
| 時点            | 人口（人） |
| --------------- | ---------- |
| 1671年          | 43         |
| 1750年          | 219        |
| 1834年12月3日*  | 488        |
| 1861年12月3日   | 557        |
| 1900年12月1日*  | 564        |
| 1939年5月17日*  | 697        |
| 1946年10月29日* | 988        |
| 1950年9月13日*  | 1,063      |
| 1961年6月6日*   | 1,290      |
| 1970年5月27日*  | 1,520      |
| 1987年5月25日*  | 1,646      |

| 時期           | 人口（人） |
| -------------- | ---------- |
| 1990年12月31日 | 1,765      |
| 1995年12月31日 | 1,909      |
| 2000年12月31日 | 2,068      |
| 2005年12月31日 | 2,145      |
| 2010年12月31日 | 2,131      |
| 2015年12月31日 | 2,222      |
| 2020年12月31日 | 2,312      |

## 行政

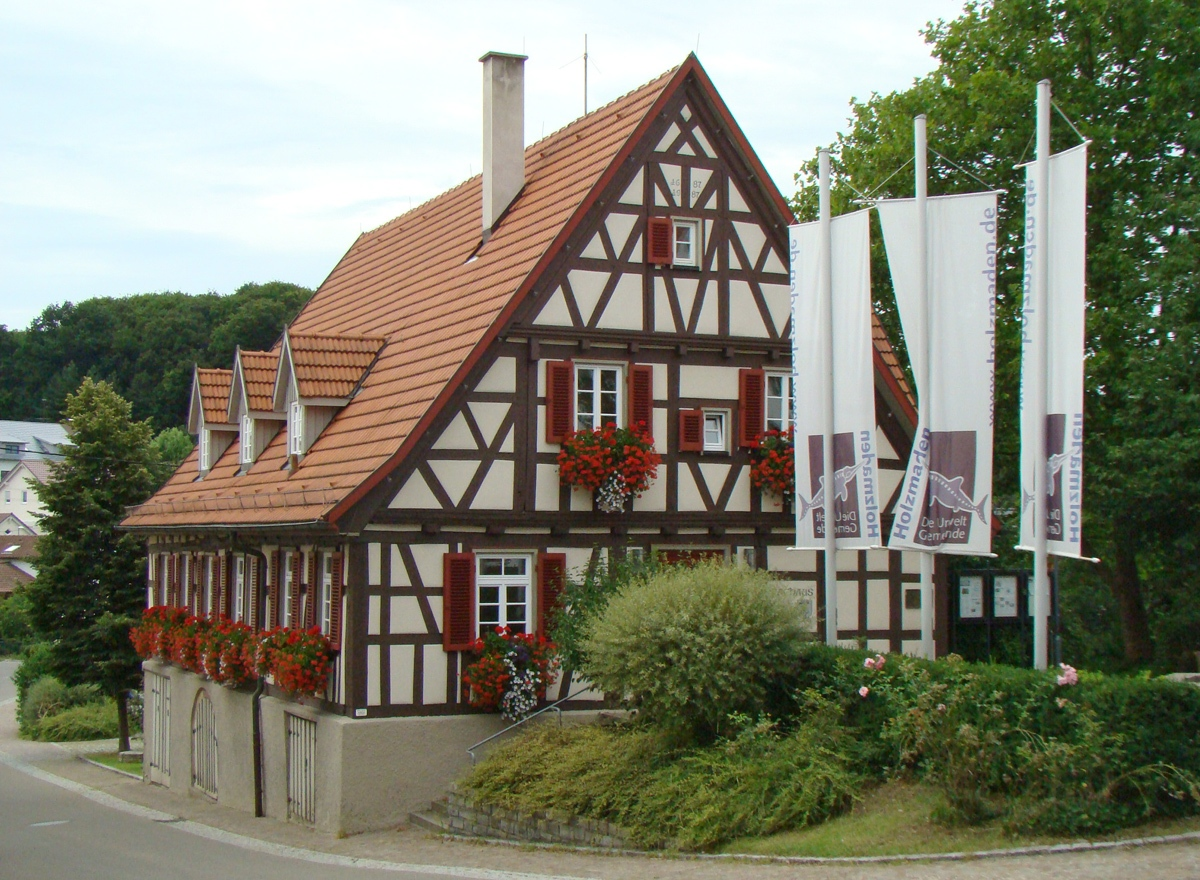
ホルツマーデンの町役場

### 首長
- 1945年 - 1952年: クリスティアン・ブルクハルト
- 1952年 - 1982年: オットー・フォークト
- 1982年 - 1998年: ユルゲン・ベルナー
- 1998年 - 2014年: ユルゲン・リーレ
- 2014年 - 2021年: ズザンネ・イリオン（旧姓 ヤーコプ）[3]
- 2021年 - : フローリアン・シェップ[4]

2021年3月14日の町長選挙でフローリアン・シェップは 78.6 % の票を獲得して町長に選出された。この選挙の投票率は 75.46 % であった。

### 議会
ホルツマーデンの町議会は10議席からなる。町議会はこれらの選出された議員と議長を務める町長で構成される。町長は町議会において投票権を有している。

### 紋章
図柄: 銀地（白地）で、横向きの黒い鹿の角の下に上向きの黒い犂の刃。多くの現代的なデザインでは、犂の刃は黒く塗りつぶされない。
鹿の角はヴュルテンベルク家に由来する。犂の刃は町の目印に基づいており、1773年に確認できる。現在の紋章は1957年6月28日にバーデン＝ヴュルテンベルク州内務省に認可された。町の旗の配色は黒-白（黒-銀）である。旗の配色は1980年にエスリンゲン郡長の認可を得た。

### 姉妹自治体
- コナントル（フランス語版、英語版）（フランス、マルヌ県）1972年から姉妹自治体関係にあるが、公的な協定締結は1990年[7]。

## 文化と社会資本

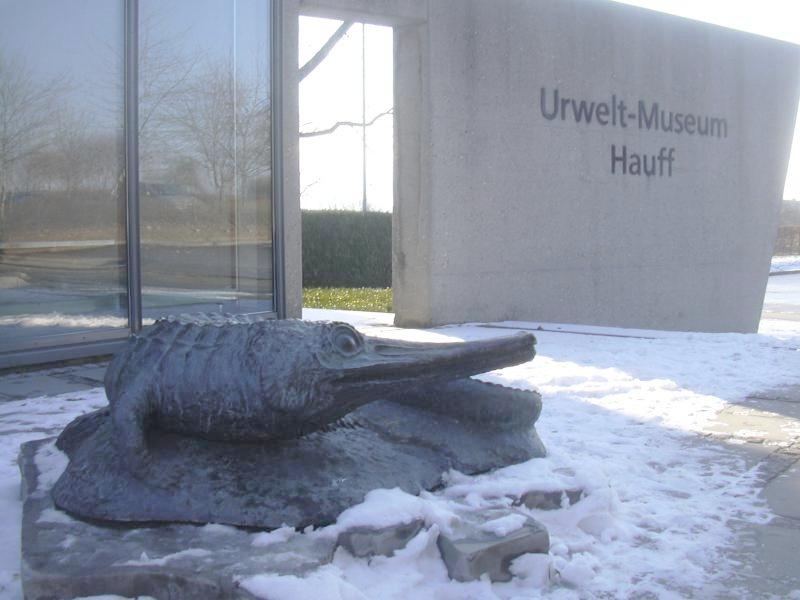
ハウフ太古の世界博物館

世界的に有名なのは、ハウフ太古の世界博物館に収蔵された1億8千万年前の化石である。この町には、来訪者が自ら化石を探すことができる採石場がある。

### 名物料理、食材
名物料理の「ベッチャー」はホルツマーデンとその周辺、たとえばヴァイルハイムやノッツィンゲンで食される。ベッチャーとはサワークリーム、キュンメル（リキュールの一種）や様々なスパイスを塗ったパン生地を焼いたピッツァに似た料理である。ベッチャーは、かつてはほとんどが黒パンで作られ、楕円形の平たいパンのような形をしていた。教会、牧師館、家屋がある街の中心部はその形から「ベッチャー」という名で呼ばれることもある。

### クラブ、団体
クラブ活動は、ホルツマーデンの社会生活において不可欠の要素である。3年に1度共同の村祭り（ベッチャーフェスト）が開催される。

## 経済と社会資本

### 交通
この町は、連邦アウトバーン8号線、ウルムとシュトゥットガルトとのほぼ中間の北側に位置しており、アイヒェルベルク・インターチェンジから約 2.5&nbsp:km である。
この町は、1908年に鉄道キルヒハイム（テック）南 - ヴァイルハイム（テック）線によって鉄道網に接続した。旅客運行は1982年に、貨物運行も1995年に廃止された。保護文化財に指定された駅舎はレストランとして利用されている。
シュヴェービシェ＝アルプ自転車道は、シュヴェービシェ・アルプ・バイオスフィア（生物圏）から来てこの町を通っている。ゴールは東のネルトリンゲン、スタートは南のボーデン湖である。

### 教育施設とスポーツ施設
ホルツマーデンには、基礎課程学校1校、幼稚園3園（このうち1園は自然幼稚園）、体育館を併設した町立ホールの他に、スポーツ・レジャー施設が1箇所ある。

## 関連図書
- Rudolf Moser, ed (1842). “Gemeinde Holzmaden”. Beschreibung des Oberamts Kirchheim. Die Württembergischen Oberamtsbeschreibungen 1824–1886. Band 16. Stuttgart / Tübingen: Cotta’sche Verlagsbuchhandlung. pp. 197–200
- Hans Schwenkel (1953). Heimatbuch des Kreises Nürtingen. Band 2. Würzburg. pp. 343–360
- Konrad Theiss (1978). Der Kreis Esslingen. Stuttgart: Konrad Theiss Verlag. pp. 212–213, 268. ISBN 978-3-8062-0171-0
- Landesarchiv Baden-Württemberg i. V., Landkreis Esslingen, ed (2009). Der Landkreis Esslingen, Band 2. Ostfildern: Jan Thorbecke Verlag. p. 31. ISBN 978-3-7995-0842-1